# Peruvian Airlines
Aerolínies del Perú era una aerolínia del Perú que opera nou rutes domèstiques des de l'Aeroport Internacional Jorge Chávez de Lima. Peruvian Airlines es va fundar el novembre de 2007, i va rebre el certificat d'operador aeri de l'autoritat de l'aviació del Perú el 7 d'agost de 2008. L'aerolínia va començar a operar el 29 d'octubre de 2009.
El 2 d'octubre de 2019, l'aerolínia va cessar totes les seves operacions a causa de problemes de liquiditat.

## Destinacions[calcitació]

### Vols Nacionals
- Perú
  - Arequipa / Aeroport Internacional Rodríguez Ballón
  - Chiclayo / Aeroport Internacional Cap. FAP José A. Quiñones Gonzales
  - Cusco / Aeroport Internacional Alejandro Velasco Astete
  - Iquitos / Aeroport Internacional Crnl. FAP Francisco Secada Vignetta
  - Lima / Aeroport Internacional Jorge Chávez
  - Piura / Aeroport Internacional Cap. FAP Guillermo Concha Iberico
  - Tacna / Aeroport Internacional Crnl. FAP Carlos Ciriani Santa Rosa